# Branchearbejdsmiljøråd
BrancheArbejdsmiljøRådene (BAR) var fra 1997-2016 en betegnelse for sammenslutningen af organisationer inden for specifikke brancher.
De erstattede de 12 Branchesikkerhedsråd (BSR) som i 20 år havde medvirket til at løse sikkerheds- og sundhedsspørgsmål inden for arbejdsmarkedets mange brancher.
BrancheArbejdsmiljøRådene bestod af repræsentanter fra både arbejdsgiver- og arbejdstagerorganisationer og havde til formål at understøtte arbejdsmiljøindsatsen inden for enkelte brancher.
I Danmark fandtes der 11 BrancheArbejdsmiljøRåd, som repræsenterede hver deres branche.
Den 1. januar 2017 blev de 11 BrancheArbejdsmiljøRåd erstattet af fem branchefællesskaber, som samlet udgør BrancheFællesskaberne for Arbejdsmiljø (BFA). Arkiveret 20. december 2018 hos  Wayback Machine